# Futura Gael
Futura Gael – nieistniejąca irlandzka linia lotnicza z siedzibą w Dublinie. Została założona przez Futura International Airways, przewoźnik obsługiwał połączenia czarterowe z Irlandii do krajów obszaru śródziemnomorskiego i Europy wschodniej. Linia zakończyła działalność w 2008 roku.

## Flota
- 2 Boeing 737-400
- 2 Boeing 737-800[1]